# Gamasomorpha nitida
Gamasomorpha nitida är en spindelart som beskrevs av Simon 1893. Gamasomorpha nitida ingår i släktet Gamasomorpha och familjen dansspindlar.
Artens utbredningsområde är Filippinerna. Inga underarter finns listade i Catalogue of Life.